# Evento de impacto em Júpiter de 2009

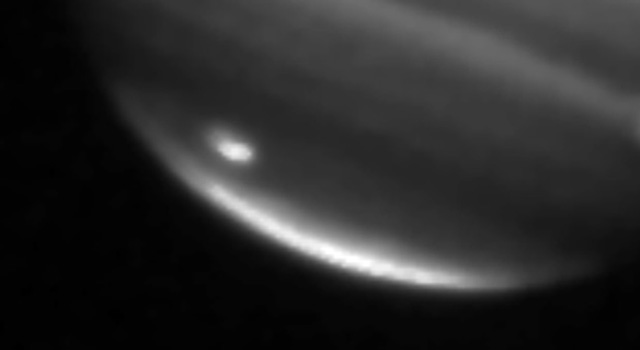
Uma imagem da marca de impacto de 2009 capturada pelo NASA Infrared Telescope Facility em Mauna Kea, Havaí

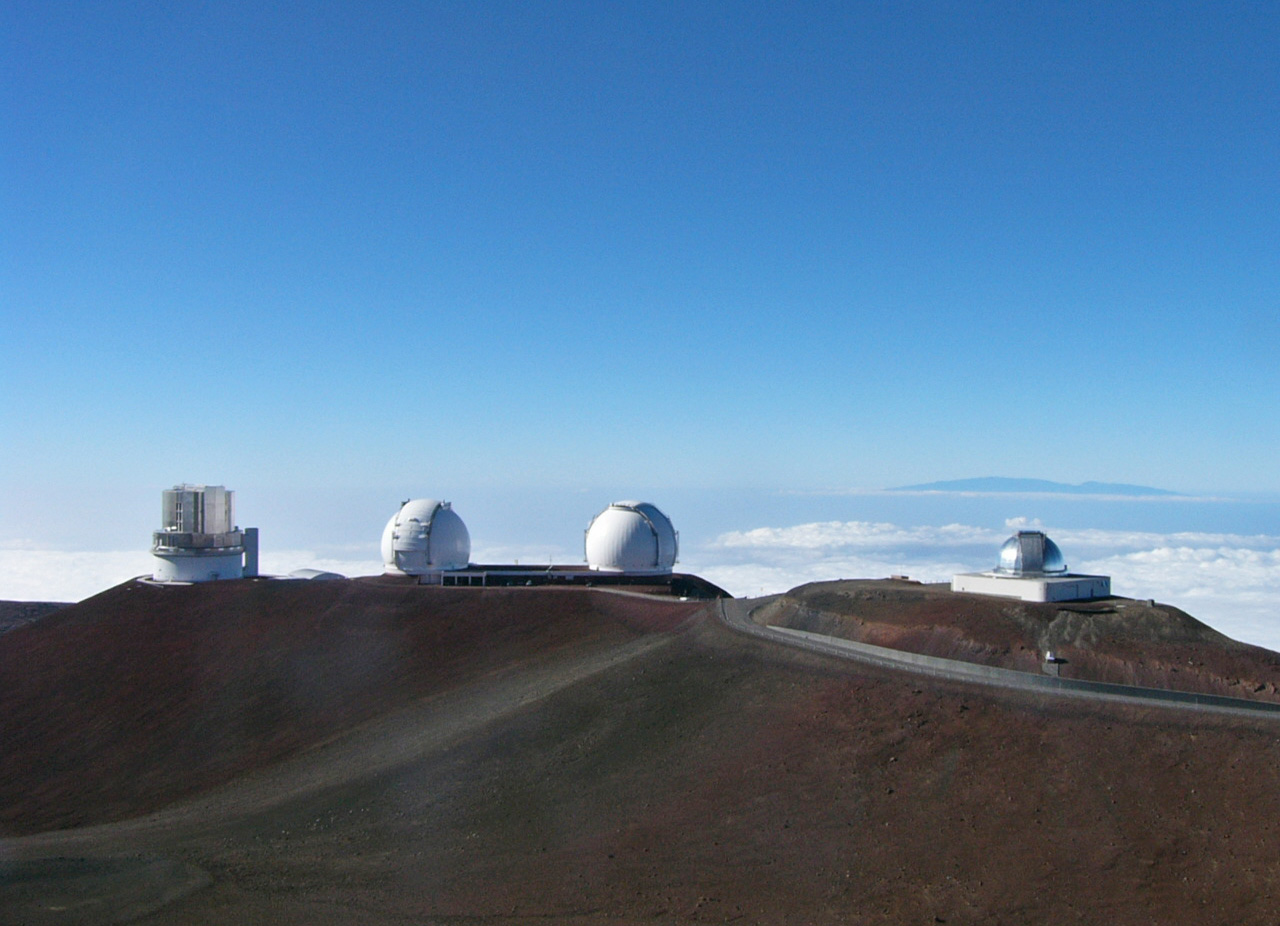
Observatório Keck (os dois no meio) e NASA Infrared Telescope Facility (direita) em Mauna Kea, Havaí

O evento de impacto em Júpiter de 2009, ocasionalmente referido como o impacto de Wesley, foi um evento de impacto de julho de 2009 em Júpiter que causou uma mancha negra na atmosfera do planeta. A área de impacto cobriu 190 milhões de km2, área semelhante à Pequena Mancha Vermelha do planeta e aproximadamente do tamanho do Oceano Pacífico. Estima-se que o impactor tenha cerca de 200 a 500 metros de diâmetro. (Para comparação, o evento de Tunguska foi estimado na faixa de 60 a 190 metros).

## Descoberta
O astrônomo amador Anthony Wesley descobriu o impacto aproximadamente às 13h30 UTC de 19 de julho de 2009 (exatamente 15 anos após os impactos do cometa Shoemaker-Levy 9, ou SL9) em Júpiter. Ele estava em seu observatório doméstico nos arredores de Murrumbateman, Nova Gales do Sul, Austrália, usando imagens empilhadas em um telescópio refletor de 14.5 polegadas (36.8 cm) de diâmetro equipado com uma câmera de vídeo de baixa luminosidade acoplada ao telescópio. Wesley afirmou que:
Quando visto pela primeira (e em condições precárias), era apenas uma mancha vagamente escura, eu [pensei] provavelmente ser apenas uma tempestade polar escura normal. No entanto, à medida que girava mais à vista e as condições melhoraram, de repente percebi que não estava apenas escuro, estava preto em todos os canais, o que significava que era realmente um ponto preto.
Wesley enviou um e-mail para outros, incluindo o Laboratório de Propulsão a Jato da NASA em Pasadena, Califórnia, Estados Unidos, relatando suas observações.

## Constatações
Paul Kalas e colaboradores confirmaram o avistamento. Eles tiveram tempo no telescópio Keck II no Havaí e planejavam observar Fomalhaut b, mas passaram algum tempo olhando para o impacto de Júpiter. A observação infravermelha por Keck e o NASA Infrared Telescope Facility (IRTF) em Mauna Kea mostrou um ponto brilhante onde o impacto ocorreu, indicando que o impacto aqueceu uma área de 190 milhões de km2 da baixa atmosfera a 305° oeste, 57° sul perto do polo sul de Júpiter.
A proeminência do local indicava que era composto por aerossóis de alta altitude semelhantes aos observados durante o impacto do cometa Shoemaker-Levy 9. Usando comprimentos de onda do infravermelho próximo e o IRTF, Glenn Orton e sua equipe detectaram partículas brilhantes de ressurgência na atmosfera superior do planeta e, usando comprimentos de onda do infravermelho médio, encontraram uma possível emissão extra de gás de amônia.
A força da explosão em Júpiter foi milhares de vezes mais poderosa do que o suspeito cometa ou asteroide que explodiu sobre o vale do rio Tunguska, na Sibéria, Império Russo, em junho de 1908. (Isso seria aproximadamente a 12.500 a 13.000 megatons de TNT, mais de um milhão de vezes mais poderoso do que a bomba lançada em Hiroshima, Império do Japão).

## Impactor
O objeto que atingiu Júpiter não foi identificado antes de Anthony Wesley descobrir o impacto. Um artigo de 2003 estimou que cometas com um diâmetro maior que 1.5 km impactam Júpiter a cada 90 a 500 anos, enquanto uma pesquisa de 1997 sugeriu que o astrônomo Giovanni Domenico Cassini pode ter registrado um impacto em 1690.
Dado o tamanho dos impactadores cometa Shoemaker-Levy 9, é provável que este objeto tivesse menos de 1 km de diâmetro.

Encontrar água no local indicaria que o impactor era um cometa, em oposição a um asteroide ou uma lua muito pequena e gelada. A princípio, acreditava-se que era mais provável que o objeto fosse um cometa, já que os cometas geralmente têm mais órbitas de cruzamento de planetas. À distância de Júpiter (5.2 UA), a maioria dos pequenos cometas não está perto o suficiente do Sol para ser muito ativo e, portanto, seria difícil de detectar. No entanto, asteróides de tamanho pequeno também seriam difíceis de detectar, e o trabalho recente de Glenn Orton et al. e Hammel et al. sugeriu fortemente que o impactor era um asteroide, pois deixou apenas um local de impacto, não reduziu a emissão de radiação decamétrica joviana ao contribuir com poeira significativa para a magnetosfera de Júpiter e produziu detritos empoeirados de alta altitude cheios de sílica, muito diferente do que foi produzido pelo cometa Shoemaker-Levy 9.
A partir de 2012, acredita-se que o impactor tenha sido um asteroide com um diâmetro de cerca de 200 a 500 metros.

### Visibilidade
Supondo que fosse um cometa inativo (ou asteroide) com cerca de 1 km de diâmetro, esse objeto não teria sido mais brilhante do que a magnitude aparente de 25. (Júpiter brilha cerca de 130 bilhões de vezes mais do que um objeto de magnitude 25). A maioria dos levantamentos de asteroides que usam um amplo campo de visão não vê mais fraco do que a magnitude 22 (que é 16x mais brilhante que a magnitude 25). Mesmo detectar satélites naturais com menos de 10 km de diâmetro orbitando Júpiter é difícil e requer alguns dos melhores telescópios do mundo. Foi somente a partir de 1999 com a descoberta de Callirrhoe que os astrônomos conseguiram descobrir muitas das menores luas de Júpiter.